# Embalse de Leiva
El Embalse de Leiva es un pantano artificial situado en los términos municipales de Leiva y Tormantos a una altitud de 580 m s. n. m., en la comunidad autónoma de La Rioja (España). Fue inaugurado en 1992 y tiene una capacidad total de 2,5 hm³ y útil de 2,3 hm³, ocupando una superficie de 42,5 ha.
Está destinado a regular las crecidas anuales del Río Tirón sobre todo en primavera. Su uso es para riego y está preparado para la obtención de energía, pero a falta de la instalación de la central.
La obra de presa tiene una altura máxima sobre cimiento de 24,50 m y una longitud de coronación de 215 m.
El aliviadero es sin regulación de tipo labio fijo.
El titular de la presa es la Comunidad Autónoma de La Rioja.